# Peuceptyelus extensus
Peuceptyelus extensus är en insektsart som beskrevs av Jacobi 1921. Peuceptyelus extensus ingår i släktet Peuceptyelus och familjen spottstritar. Inga underarter finns listade i Catalogue of Life.